# Baía de Porto Alexandre
A baía de Porto Alexandre, também chamada de baía de Tômbua, baía das Baleias, baía de Curoca e baía do Pinda, é um acidente geográfico do tipo baía, que tem como principal urbe banhada a cidade de Tômbua, em Angola. Situa-se na província de Namibe, na parte ocidental do país. A baía compreende toda massa d'água entre a ponta do Diabo (norte) e a ponta Albina (sul). A baía serve como receptáculo das águas do efêmero rio Curoca.
Muito bem protegida, em suas margens há falésias de arenito de até 41 metros de altura, que se erguem no início da chamada ponta do Porto (ou ponta Bateman), o promontório que guarda o "saco do Porto", uma micro-baía dentro da baía de Porto Alexandre, formação geográfica que permite a existência do porto de Tômbua. Outra formação interna em forma de micro-baía é o "saco do Pinda", formado pela ponta do Pinda.
A cidade de Tômbua, que está localizada na costa sul da baía, era antigamente um porto de caça às baleias, muito abundantes na região da baía, mas atualmente é um porto importante para a produção de petróleo e pesca na área.
Seu nome é uma referência ao explorador britânico James Edward Alexander.